# Линдер, Стаффан
Стаффан Линдер (швед.  Hans Martin Staffan Burenstam Linder; 13 сентября 1931, Нурберг, Вестманланд — 22 июля 2000, Юрсхольм, Стокгольм) — шведский экономист, министр торговли Швеции в 1976—1978 и 1979—1981 годах, автор гипотезы Линдера, ректор Стокгольмской школы экономики в 1986—1995 годах.

## Биография
Стаффан родился 13 сентября 1931 году в Нурберге (Швеция) в семье Мартина и Марианны (Буренстам) Линдер.
Окончил Стокгольмскую школу экономики бакалавром в 1954 году, докторскую степень получил в Стокгольмской школе экономики в 1961 году, оппонентом по которой выступил Чарльз Киндлебергер, и которая сразу же была издана отдельной книгой.
Профессор международной экономики Стокгольмской школы экономики в 1964—1997 годах, её президент в период 1986—1996 годах. Приглашённый профессор Колумбийского университета в 1962—1963 годах, профессор Йельского университета в 1966 году, приглашённый учёный Стэнфордского университета в 1983—1984 годах, приглашённый профессор Европейского университетского института в 1990 году. Председатель сообщества европейских школ менеджмента в 1993—1995 годах, член совета директоров Китайско-европейской Международной бизнес-школы. Ректор Стокгольмской школы экономики в 1986—1995 годах. В 1994 году был одним из основателей Стокгольмской школы экономики в Риге.
В 1970—1981 годах заместитель лидера консервативной Умеренной коалиционной партии. В 1976—1978 и 1979—1981 годах — министр торговли Правительства Швеции. Член парламента в 1969—1986 годах, член Европарламента в 1995—2000 годах, заместитель председателя Европейской народной партии в 1997—2000 годах.

## Память
Начиная с 2001 года в Стокгольмской школе экономики Риги организован мемориальный фонд Стаффана Линдера, который ежегодно присуждает приз Линдера.

## Основной вклад в науку
В 1961 году в книге «К вопросу о торговле и трансформации» Линдер сформулировал гипотезу, получившая название гипотеза Линдера. Международная торговля является результатом спроса фирм страны торгового партнёра: чем больше сходство между структурами внутреннего спроса двух стран, тем потенциально выше интенсивность торговли между ними.
Линдер отмечает, что экспорт страны зависит от внутреннего спроса и поэтому страны со схожим внутренним спросом торгуют друг с другом более активно, чем страны с различной структурой внутреннего спроса, который определяется доходом на душу населения. Страны с равным уровнем торгуют друг с другом больше, чем страны, находящиеся на разном уровне развития. Межрегиональная торговля не отличается от международной, так как и там торговля вызывается внутренним спросом. Торговля однородными товарами объясняется их бесконечной дифференциацией. Расстояние препятствует международной торговле.

## Сочинения
- К вопросу о торговле и трансформации = An Essay on Trade and Transformation (1961) // Вехи экономической мысли. Т. 6. Международная экономика / А. П. Киреев. — М.: ТЕИС, 2006. — С. 417—435. — ISBN 5-7598-0439-1
- Trade and Trade Policy for Development, 1965
- Den rastlösa välfärdsmänniskan (lit.: The restless Welfare Person), 1969
- The Harried Leisure Class, 1970 — ISBN 978-0-231-08649-3
- Statsmakt eller maktstat? (lit.: Power of State or Dictatorship?), 1970
- Den hjärtlösa välfärdsstaten (lit.: the heartless Welfare State), 1983 — ISBN 91-7566-028-8
- The Pacific century: economic and political consequences of Asian-Pacific dynamism, 1986 — ISBN 0-8047-1294-8; also appeared in Swedish as Den nya Nya Världen: de ekonomiska och politiska konsekvenserna av den dynamiska utvecklingen i Stillahavsregionen ISBN 91-7566-102-0